# ArrivaBus
Az ArrivaBus Kft. (korábbi nevén VT-Transman Kft., majd VT-Arriva Kft.) az amerikai I Squared Capital befektetési társaság tulajdonában működő vállalat. A budapesti közösségi közlekedésben 1999 óta a BKV alvállalkozója, 2012 májusától a BKK egyik szolgáltatója; továbbá cégek megrendelésére szerződéses járatokat üzemeltet főként ipari parkokban. A cég a székesfehérvári tömegközlekedésben is részt vállalt a Volánbusz alvállalkozójaként.

## Története

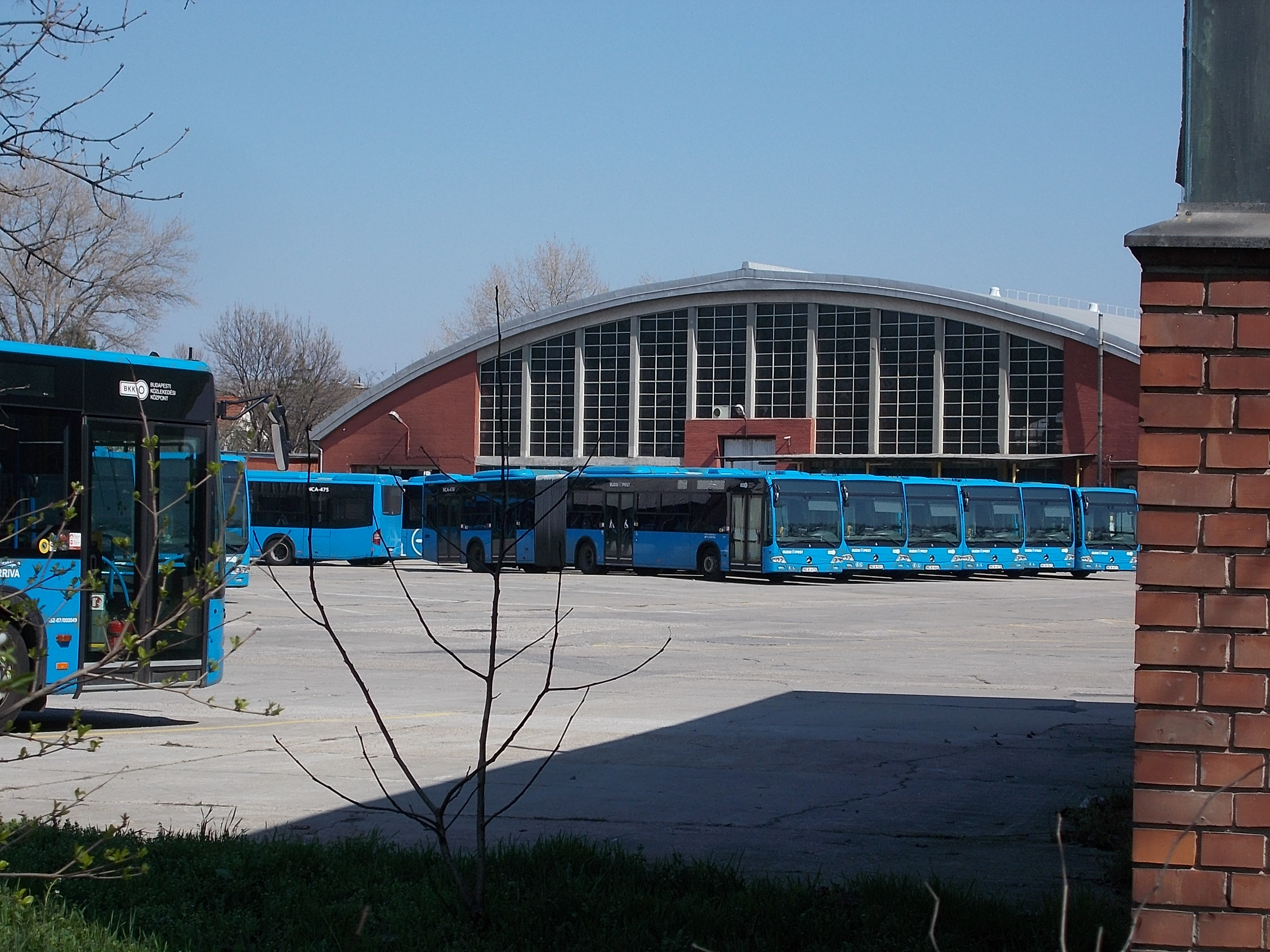
Az eredetileg a Volánbusz számára 1964-ben átadott Andor utcai garázs

VT-Transman Kft. néven alapította 1998-ban Székesfehérváron a Kiter Kft. és a Videoton Holding Rt. A város a Közép-Dunántúl ipari központja maradt az 1989-es átalakulásokat követően is, ahol az új beruházások miatt továbbra szükséges volt a nagyszámú munkaerő szállítása.
1999 óta a budapesti közösségi közlekedésben is szerepet vállal a BKV alvállalkozójaként, majd 2012-től a BKK szolgáltatójaként.
2008-ban belépett az Arriva a tulajdonosi körbe, ahol kisebbségi tulajdonrészt szerzett. 
Az Arriva 2010-ben közvetlenül a német államvasúthoz (Deutsche Bahn, DB) került.
2020. október 1-től az Arriva 99%-os tulajdonosává vált a VT-ARRIVA Kft.-nek.
A cég neve 2013 és 2021 között VT-Arriva volt. 2021. február 1-jétől a vállalat ArrivaBus Kft. néven működik.
2023. október 19-én jelentették be, hogy az amerikai I Squared Capital befektetési társaság megvásárolta a nemzetközi Arriva Csoportot a Deutsche Bahntól. Ezzel az amerikai cég vált az ArrivaBus 100%-os tulajdonosává. 

## Lásd még
- Budapest közlekedéstörténete